# Primera División de Guatemala
La Primera División de Ascenso o Primera División de Guatemala, (tambien conocida por motivos de patrocinio como Liga Primera Gana777) es la segunda de mayor importancia en el país, anteriormente llamada Liga Mayor "B".

## Sistema de competición
Para la temporada 2019-20 existió un cambio en formato de competición.
Los 20 equipos se dividen en 2 grupos dependiendo de su ubicación geográfica (oriental y occidental), estando formado por 10 equipos cada uno.
Los 10 equipos de cada grupo juegan entre ellos durante dos vueltas, completando 18 fechas. El sistema de puntuación es el siguiente:
- Por partido ganado se obtendrán 3 puntos
- Por partido empatado se obtendrá 1 punto
- Por partido perdido no se obtendrán 0 puntos.

Finalizadas las 18 fechas, los equipos se posicionan de acuerdo a los siguientes criterios:
- Puntos obtenidos
- Diferencia de goles
- Goles a favor
- Goles anotados en condición de visitante
- Tabla de juego limpio

## Ascensos y descensos

### Ascensos
Un total de dos equipos ascienden al final de cada temporada (cada dos torneos cortos, es decir, al finalizar el Clausura a mitad de año). Los ascensos se definen luego de dos series clasificatorias de la siguiente manera:
Campeón del Torneo Apertura vs. Subcampeón del Torneo Clausura 
 Campeón del Torneo Clausura vs. Subcampeón del Torneo Apertura
Ambos partidos se realizan a partido único en una serie geográfica y climática neutral designada únicamente luego de conocerse sus contendientes.
Los ganadores de dichas series, ascienden a la próxima temporada de la Liga Nacional.

### Descensos
Tres equipos descienden al final de la temporada. El último lugar de cada grupo desciende directamente, el tercer descenso se define con un partido por la permanencia desarrollado a partido único entre los penúltimos lugares de cada grupo; el perdedor de este partido también pierde la categoría.

## Historia de La Liga
La Liga de No-Aficionados, era la entidad que organizaba el Torneo de fútbol profesional en Guatemala; su primer Torneo lo organizó en el año 1942 y era integrada por 16 equipos; con el pasar del tiempo dicho deporte se fue institucionalizando llegando a abrigar en su seno a 26 equipos participantes. En 1977 las autoridades se vieron en la necesidad de integrarlos en dos categorías: la categoría “A” llamada Liga Mayor A, hoy conocida como Liga Nacional de Fútbol, y la categoría “B” llamada Liga Mayor B, hoy Liga de Fútbol Primera División de No Aficionados, sus oficinas se encontraban ubicadas en las Instalaciones del Estadio Nacional Mateo Flores 2º nivel zona 5 de esta ciudad, lugar que fue su sede por muchos años.
A mediados de 1990 las autoridades deportivas toman la determinación de separar la entidad y es así como nace lo que hoy conocemos como la segunda Liga de mayor importancia del fútbol nacional: la Liga de Fútbol de Primera División de no Aficionados. 
Siendo la segunda liga de mayor importancia, suele tener aforos de público similares a las de su superior: la Liga Nacional, llegando incluso a superarla en algunas ocasiones, debido a la mayor inclusión de ciudades del país con equipos dentro de la liga.
Esta liga ha significado una sustancial contribución al desarrollo del fútbol en el país desde sus primeros años, constituyendo un semillero de nuevos valores para este deporte en Guatemala, caso de ello son equipos como Comunicaciones B, filial de uno de los equipos más importantes del país.
Históricamente, grandes equipos han obtenido su ascenso, tales como Cobán Imperial, Xelajú Mario Camposeco, Deportivo Suchitepéquez, Deportivo Jalapa, Tipografía Nacional, FC Santa Lucía Cotzumalguapa y Aurora Fútbol Club, los cuales son históricos clubes que se han visto descendidos en sus peores versiones en Liga Nacional. 
A su vez, también han dado lugar a equipos que lograron consolidarse en el máximo circuito del fútbol guatemalteco, como Deportivo Guastatoya, FC Santa Lucía Cotzumalguapa y Deportivo Malacateco

## Equipos Primera División
| Grupo A            |                                    |                                             |
| Equipo             | Ciudad                             | Estadio                                     |
| Catarina           | Catarina, San Marcos               | Isidoro Méndez                              |
| Coatepeque         | Coatepeque, Quetzaltenango         | Israel Barrios                              |
| Marquense          | San Marcos, San Marcos             | Marquesa de la Ensenada                     |
| Nueva Concepción   | Nueva Concepción, Escuintla        | José Luis Ibarra                            |
| Puerto San José    | Puerto San José, Escuintla         | Vicente Arévalo                             |
| Quiché             | Santa Cruz del Quiché, Quiché      | Municipal de Santa Cruz del Quiché          |
| San Juan Bautista  | San Juan La Laguna, Sololá         | San Juan Bautista                           |
| San Pedro          | San Pedro Sacatepéquez, San Marcos | Municipal Sampedrano                        |
| Sololá             | Sololá, Sololá                     | Xambá                                       |
| Suchitepéquez      | Mazatenango, Suchitepéquez         | Carlos Salazar Hijo                         |
| Grupo B            |                                    |                                             |
| Aurora             | Ciudad de Guatemala                | Estadio Julio Armando Cobar                 |
| Barberena          | Barberena, Santa Rosa              | Complejo Polideportivo Barberena            |
| Chimaltenango      | Chimaltenango, Chimaltenango       | Municipal de Chimaltenango                  |
| Juventud Pinulteca | San José Pinula, Guatemala         | Estadio San Miguel                          |
| Mictlán            | Asunción Mita, Jutiapa             | La Asunción                                 |
| Sacachispas        | Chiquimula, Chiquimula             | Las Victorias                               |
| Sanarate           | Sanarate, El Progreso              | Municipal de Sanarate                       |
| San Benito         | San Benito, Petén                  | Estadio El Coloso del Lago "Julian Tesucún" |
| Universidad SC     | Ciudad de Guatemala                | Manuel Felipe Carrera                       |
| Zacapa             | Zacapa, Zacapa                     | David Ordóñez Bardales                      |

## Historial
Nota: El orden de los equipos descendidos es descendente y el de los ascendidos es ascendente.

|         |           |                     | Salen de la liga para la siguiente temporada                                                                   | Salen de la liga para la siguiente temporada | Entran a la liga de la siguiente temporada                                                                                   | Entran a la liga de la siguiente temporada |
| Ed      | Temporada | Campeón             | Ascendidos a Liga Nacional                                                                                     | Descendidos a Segunda División               | Descendidos de Liga Nacional                                                                                                 | Ascendidos desde Segunda División          |
| ------- | --------- | ------------------- | --- | -------------------------------------------- | --- | ------------------------------------------ |
| I       | 1950-1951 | Universidad SC      | Universidad SC                                                                                                 |                                              | Guatemala FBC |                                            |
| II      | 1951-52   | Utatlán             | España |                                              | |                                            |
| III     | 1952-53   | Chichicaste         | Chichicaste Escuintla Folgar                                                                                   |                                              | Utatlán |                                            |
| IV      | 1953-54   | Antigua GFC         | Hercules |                                              | |                                            |
| V       | 1954-55   | Antigua GFC         | Antigua GFC Correos                                                                                            |                                              | Hércules Chichicaste |                                            |
| VI      | 1955-1956 | Xelajú MC           | Chichicaste Xelajú MC                                                                                          |                                              | Antigua GFC Correos |                                            |
| VII     | 1957-58   | Antigua GFC         | Antigua GFC Eureka Quiché FC Juventud Retalteca Sanarate FC Zacapa                                             |                                              | IRCA |                                            |
| VIII    | 1958-59   | Botrán              | Cobán Imperial                                                                                                 |                                              | |                                            |
| IX      | 1959-60   | Amatitlán           | Amatitlán IGSS Gallo Aviateca Cobán Imperial Huehuetenango IRCA Marquense Rosario FC Sacachispas Suchitepequez |                                              | Eureka (plaza para IGSS) Folgar (plaza para Gallo)                                                                           |                                            |
| X       | 1960-61   | Sanarate            | Sanarate |                                              | |                                            |
| XI      | 1961-62   | IGSS                | IGSS Marquense                                                                                                 |                                              | Amatitlán Zacapa Cobán Imperial Rosario FC Gallo Chichicaste Juventud Retalteca Suchitepequez Quiché FC Huehuetenango CEMACO |                                            |
| XII     | 1962-63   | Deportivo Escuintla | IGSS |                                              | |                                            |
| XIII    | 1963-64   | Ron Botrán          | Ron Botrán Cobán Imperial                                                                                      |                                              | Sacachispas IRCA |                                            |
| XIV     | 1964      | Suchitepequez       | Suchitepequez Sanarate                                                                                         |                                              | Escuintla Antigua GFC |                                            |
| XV      | 1965-66   | Desconocido         | Ninguno |                                              | Sanarate IGSS IRCA Cobán Imperial                                                                                            |                                            |
| XVI     | 1966      | Palo Gordo          | Palo Gordo |                                              | Marquense |                                            |
| XVII    | 1967-68   | Pepsi-Cola          | Pepsi-Cola |                                              | Ron Botrán |                                            |
| XVIII   | 1968-69   | Cementos Novella    | Cementos Novella                                                                                               |                                              | Palo Gordo |                                            |
| XIX     | 1969-70   | América Salcajá     | América Salcajá                                                                                                |                                              | Pepsi Cola (desistió) |                                            |
| XX      | 1970-71   | FEGUA               | FEGUA |                                              | América Salcajá |                                            |
| XXI     | 1971      | JUCA                | JUCA |                                              | FEGUA |                                            |
| XXII    | 1972      | Juventud Retalteca  | Juventud Retalteca                                                                                             |                                              | Escuintla |                                            |
| XXIII   | 1973      | Zacapa              | Zacapa |                                              | Cementos Novella |                                            |
| XXIV    | 1974      | Galcasa             | Galcasa Tiquisate                                                                                              |                                              | MSPAS |                                            |
| XXV     | 1975      | Cobán Imperial      | Cobán Imperial Escuintla                                                                                       |                                              | Marquense |                                            |
| XXVI    | 1976      | Antigua GFC         | Antigua GFC Caminos                                                                                            |                                              | Galcasa |                                            |
| XXVII   | 1977      | Amatitlán           | Amatitlán Pensamiento                                                                                          |                                              | Escunitla |                                            |
| XXVIII  | 1978      | Xelajú MC           | Xelajú MC |                                              | Zacapa Pensamiento |                                            |
| XXVIX   | 1979-80   | Antigua GFC         | Antigua GFC |                                              | Tiquisate |                                            |
| XXX     | 1980      | Pensamiento         | Pensamiento |                                              | Chiquimula |                                            |
| XXXI    | 1981      | Jalapa              | Jalapa |                                              | Tipografía Nacional |                                            |
| XXXII   | 1982      | Izabal JC           | Izabal JC |                                              | Pensamiento |                                            |
| XXXIII  | 1983      | Tipografía Nacional | Tipografía Nacional                                                                                            |                                              | Antigua GFC |                                            |
| XXXIV   | 1984      | Zacapa              | Zacapa |                                              | Galcasa |                                            |
| XXXV    | 1985-86   | Galcasa             | Galcasa |                                              | Zacapa |                                            |
| XXXVI   | 1986      | BANDEGUA            | BANDEGUA |                                              | Tipografía Nacional |                                            |
| XXXVII  | 1987      | Chiquimulilla       | Chiquimulilla                                                                                                  |                                              | Amatitlán |                                            |
| XXXVIII | 1988-89   | Tipografía Nacional | Tipografía Nacional                                                                                            |                                              | Cobán Imperial |                                            |
| XXXIX   | 1989-90   | Escuintla           | Escuintla |                                              | Izabal JC |                                            |
| XL      | 1990-91   | Izabal JC           | Izabal JC |                                              | Jalapa |                                            |
| XLI     | 1991-92   | Amatitlán           | Amatitlán |                                              | Xelajú MC |                                            |
| XLII    | 1992-93   | Sacachispas         | Sacachispas Xelajú MC                                                                                          |                                              | Tipografía Nacional Del Monte (Disuelto)                                                                                     |                                            |
| XLIII   | 1993-94   | Cobán Imperial      | Cobán Imperial                                                                                                 |                                              | Juventud Retalteca |                                            |
| XLIV    | 1994-95   | Tally Juca          | Tally Juca |                                              | Chiquimulilla |                                            |
| XLV     | 1995-96   | Azucareros          | Azucareros Zacapa                                                                                              |                                              | Mictlán Cobán Imperial | Deportivo San Pedro                        |
| XLVI    | 1996-97   | Cobán Imperial      | Cobán Imperial Chimaltenango                                                                                   |                                              | Izabal JC Amatitlán |                                            |
| XLVII   | 1997-98   | Carchá              | Carchá Universidad SC                                                                                          | Tipografía Nacional Ayutla                   | Chimaltenango Tally Juca | COPAGSA Achuapa                            |
| XLVII   | 1998-99   | Antigua GFC         | Antigua GFC | Amatitlán Heredia                            | Xelajú MC | Juventud Retalteca San Benito              |
| XLIX    | 1999-00   | Xelajú MC           | Xelajú MC Achuapa Marquense                                                                                    | Mictlán COPAGSA                              | Suchitepequez Sacachispas Escuintla                                                                                          | Amatitlán Petapa                           |
| L       | 2000-01   | Jalapa              | Jalapa Petapa Teculután                                                                                        | Escuintla Sanarate FC Izabal JC              | Santa Lucía Cotzumalguapa Achuapa Carchá                                                                                     | Puerto San José Mixco Jocotán FC           |

| Torneos cortos | Torneos cortos | Torneos cortos | Torneos cortos | Torneos cortos                                    | Torneos cortos                                    | Torneos cortos                                       | Torneos cortos                               | Torneos cortos                             | Torneos cortos                                                        |
|                |                |                |                |                                                   |                                                   | Salen de la liga en la siguiente temporada           | Salen de la liga en la siguiente temporada   | Entran a la liga en la siguiente temporada | Entran a la liga en la siguiente temporada                            |
| T              | E              | C              | Torneo         | Campeón                                           | Subcampeón                                        | Ascendidos a Liga Nacional                           | Descendidos a Segunda División               | Descendidos de Liga Nacional               | Ascendidos desde Segunda División                                     |
| -------------- | -------------- | -------------- | -------------- | ------------------------------------------------- | ------------------------------------------------- | ---------------------------------------------------- | -------------------------------------------- | ------------------------------------------ | --------------------------------------------------------------------- |
| 51°            | 00°            | 0°             | Apertura 2001  | No hubo                                           | No hubo                                           | No hubo                                              | No hubo                                      | Petapa Universidad SC                      | Ayutla Nueva Concepción Mictlán Sanarate FC                           |
| 51°            | 51°            | 1°             | Torneo 2002    | Juventud Retalteca                                | Petapa                                            | Juventud Retalteca                                   | Jocotán FC Ayutla                            | Jalapa                                     | Xinabajul Real Motagua                                                |
| 52°            | 52°            | 2°             | Apertura 2002  | Universidad SC                                    | Achuapa                                           | Jalapa                                               | Mixco Puerto San José Mictlán                | Juventud Retalteca                         | La Gomera Tiquisate Heredia                                           |
| 52°            | 53°            | 3°             | Clausura 2003  | Jalapa                                            | Sacachispas                                       | Jalapa                                               | Mixco Puerto San José Mictlán                | Juventud Retalteca                         | La Gomera Tiquisate Heredia                                           |
| 53°            | 54°            | 4°             | Apertura 2003  | Suchitepequez                                     | Xinabajul                                         | Suchitepequez Heredia                                | Azucareros Carchá Real Motagua               | Zacapa Teculután                           | Malacateco Mictlán Puerto San José                                    |
| 53°            | 55°            | 5°             | Clausura 2004  | Heredia                                           | Juventud Retalteca                                | Suchitepequez Heredia                                | Azucareros Carchá Real Motagua               | Zacapa Teculután                           | Malacateco Mictlán Puerto San José                                    |
| 54°            | 56°            | 6°             | Apertura 2004  | Universidad SC                                    | Xinabajul                                         | Petapa                                               | La Gomera Amatitlán Chimaltenango            | Aurora                                     | Gualán FC Mixco Onassis Reforma                                       |
| 54°            | 57°            | 7°             | Clausura 2005  | Petapa                                            | Xinabajul                                         | Petapa                                               | La Gomera Amatitlán Chimaltenango            | Aurora                                     | Gualán FC Mixco Onassis Reforma                                       |
| 55°            | 58°            | 8°             | Apertura 2005  | Xinabajul                                         | Mixco                                             | Mictlán Zacapa                                       | Puerto San José Gualán FC                    | Cobán Imperial Antigua GFC                 | Chimaltenango Guastatoya                                              |
| 55°            | 59°            | 9°             | Clausura 2006  | Mictlán                                           | Malacateco                                        | Mictlán Zacapa                                       | Puerto San José Gualán FC                    | Cobán Imperial Antigua GFC                 | Chimaltenango Guastatoya                                              |
| 56°            | 60°            | 10°            | Apertura 2006  | Malacateco                                        | Cobán Imperial                                    | Malacateco                                           | Aurora Tiquisate Onassis Reforma             | Mictlán                                    | Amatitlán La Gomera Carchá                                            |
| 56°            | 61°            | 11°            | Clausura 2007  | Malacateco                                        | Juventud Retalteca                                | Malacateco                                           | Aurora Tiquisate Onassis Reforma             | Mictlán                                    | Amatitlán La Gomera Carchá                                            |
| 57°            | 62°            | 12°            | Apertura 2007  | Xinabajul                                         | Mictlán                                           | Xinabajul                                            | Chimaltenango Jutiapa                        | Malacateco                                 | Aurora Peñarol La Mesilla                                             |
| 57°            | 63°            | 13°            | Clausura 2008  | Universidad SC                                    | Coatepeque                                        | Xinabajul                                            | Chimaltenango Jutiapa                        | Malacateco                                 | Aurora Peñarol La Mesilla                                             |
| 58°            | 64°            | 14°            | Apertura 2008  | San Pedro FC                                      | Universidad SC                                    | Universidad SC Peñarol La Mesilla Juventud Retalteca | Sanarate La Gomera Amatitlán                 | Petapa                                     | América Chimaltenango Juventud Escuintleca Izabal JC Iztapa Teculután |
| 58°            | 65°            | 15°            | Clausura 2009  | Juventud Retalteca                                | Peñarol La Mesilla                                | Universidad SC Peñarol La Mesilla Juventud Retalteca | Sanarate La Gomera Amatitlán                 | Petapa                                     | América Chimaltenango Juventud Escuintleca Izabal JC Iztapa Teculután |
| 59°            | 66°            | 16°            | Apertura 2009  | Malacateco                                        | Mictlán                                           | Malacateco Mictlán                                   | América Chimaltenango Izabal JC Antigua GFC  | Jalapa Zacapa                              | La Gomera Puerto San José María Linda                                 |
| 59°            | 67°            | 17°            | Clausura 2010  | Sacachispas                                       | Petapa                                            | Malacateco Mictlán                                   | América Chimaltenango Izabal JC Antigua GFC  | Jalapa Zacapa                              | La Gomera Puerto San José María Linda                                 |
| 60°            | 68°            | 18°            | Apertura 2010  | La Gomera                                         | Puerto San José                                   | Petapa Zacapa                                        | Petén FC María Linda Jalapa                  | Universidad SC Xinabajul                   | Amatitlán Antigua GFC Sayaxché                                        |
| 60°            | 69°            | 19°            | Clausura 2011  | Zacapa                                            | Petapa                                            | Petapa Zacapa                                        | Petén FC María Linda Jalapa                  | Universidad SC Xinabajul                   | Amatitlán Antigua GFC Sayaxché                                        |
| 61°            | 70°            | 20°            | Apertura 2011  | Juventud Escuintleca                              | Universidad SC                                    | Juventud Escuintleca Universidad SC                  | Amatitlán Xinabajul Teculután                | Zacapa Juventud Retalteca                  | Ayutla Quiriguá San Francisco                                         |
| 61°            | 71°            | 21°            | Clausura 2012  | Juventud Escuintleca                              | Cobán Imperial                                    | Juventud Escuintleca Universidad SC                  | Amatitlán Xinabajul Teculután                | Zacapa Juventud Retalteca                  | Ayutla Quiriguá San Francisco                                         |
| 62°            | 72°            | 22°            | Apertura 2012  | Nueva Concepción                                  | Coatepeque                                        | Coatepeque Iztapa                                    | Quiriguá Carchá Juventud Retalteca           | Petapa Juventud Escuintleca                | Chiantla Huehueteco Barillas FC                                       |
| 62°            | 73°            | 23°            | Clausura 2013  | Coatepeque                                        | Iztapa                                            | Coatepeque Iztapa                                    | Quiriguá Carchá Juventud Retalteca           | Petapa Juventud Escuintleca                | Chiantla Huehueteco Barillas FC                                       |
| 63°            | 74°            | 24°            | Apertura 2013  | Petapa                                            | Sacachispas                                       | Guastatoya Petapa Antigua GFC                        | Atlético Jalapa Achuapa Aurora               | Mictlán Iztapa Heredia                     | Comunicaciones B Jocotán FC Quiriguá                                  |
| 63°            | 75°            | 25°            | Clausura 2014  | Petapa                                            | Guastatoya                                        | Guastatoya Petapa Antigua GFC                        | Atlético Jalapa Achuapa Aurora               | Mictlán Iztapa Heredia                     | Comunicaciones B Jocotán FC Quiriguá                                  |
| 64°            | 76°            | 26°            | Apertura 2014  | Mictlán                                           | Chiantla                                          | Cobán Imperial Mictlán                               | San Pedro FC Ayutla Zacapa                   | Coatepeque Halcones La Mesilla             | Barcena FC Sanarate FC FC Santa Lucía                                 |
| 64°            | 77°            | 27°            | Clausura 2015  | Cobán Imperial                                    | Sacachispas                                       | Cobán Imperial Mictlán                               | San Pedro FC Ayutla Zacapa                   | Coatepeque Halcones La Mesilla             | Barcena FC Sanarate FC FC Santa Lucía                                 |
| 65°            | 78°            | 28°            | Apertura 2015  | Escuintla-Heredia                                 | Nueva Concepción                                  | Carchá                                               | Barcena FC Puerto San José Coatepeque        | Universidad SC                             | Deportivo Reu Siquinalá San Pedro FC                                  |
| 65°            | 79°            | 29°            | Clausura 2016  | Carchá                                            | Jocotán FC                                        | Carchá                                               | Barcena FC Puerto San José Coatepeque        | Universidad SC                             | Deportivo Reu Siquinalá San Pedro FC                                  |
| 66°            | 80°            | 30°            | Apertura 2016  | Siquinalá                                         | Sanarate FC                                       | Sanarate FC Siquinalá                                | San Pedro FC Sayaxché Gallos de Zacapa       | Carchá Mictlán                             | Sansare Chimaltenango Sololá                                          |
| 66°            | 81°            | 31°            | Clausura 2017  | Iztapa                                            | FC Santa Lucía Cotzumalguapa                      | Sanarate FC Siquinalá                                | San Pedro FC Sayaxché Gallos de Zacapa       | Carchá Mictlán                             | Sansare Chimaltenango Sololá                                          |
| 67°            | 82°            | 32°            | Apertura 2017  | Iztapa                                            | Chiantla                                          | Iztapa Chiantla                                      | Escuintla SS Quiriguá Barillas FC            | Suchitepequez Marquense                    | San Pedro FC Achuapa Quiché FC                                        |
| 67°            | 83°            | 33°            | Clausura 2018  | Iztapa                                            | Chiantla                                          | Iztapa Chiantla                                      | Escuintla SS Quiriguá Barillas FC            | Suchitepequez Marquense                    | San Pedro FC Achuapa Quiché FC                                        |
| 68°            | 84°            | 34°            | Apertura 2018  | FC Santa Lucía Cotzumalguapa                      | Sansare                                           | FC Santa Lucía Mixco                                 | Rosario FC Universidad SC Jocotán FC         | Chiantla Petapa                            | Capitalinos FC Xinabajul-Huehue Deportivo Catocha                     |
| 68°            | 85°            | 35°            | Clausura 2019  | Mixco                                             | Quiché FC                                         | FC Santa Lucía Mixco                                 | Rosario FC Universidad SC Jocotán FC         | Chiantla Petapa                            | Capitalinos FC Xinabajul-Huehue Deportivo Catocha                     |
| 69°            | 86°            | 36°            | Apertura 2019  | Achuapa                                           | Marquense                                         | Achuapa Sacachispas                                  | Sansare Capitalinos FC Chiantla              | Naranjeros Escuintla Mixco                 | Plataneros La Blanca Puerto San José Sayaxché Zacapa Tellioz          |
| 69°            | 87°            | 37°            | Clausura 2020  | Torneo cancelado debido a la pandemia de COVID-19 | Torneo cancelado debido a la pandemia de COVID-19 | Achuapa Sacachispas                                  | Sansare Capitalinos FC Chiantla              | Naranjeros Escuintla Mixco                 | Plataneros La Blanca Puerto San José Sayaxché Zacapa Tellioz          |
| 70°            | 88°            | 38°            | Apertura 2020  | Aurora                                            | Sololá                                            | Sololá Nueva Concepción                              | Sayaxché Carchá Petapa                       | Sanarate FC Sacachispas                    | Juventud Pinulteca Amatitlán Agua Blanca                              |
| 70°            | 89°            | 39°            | Clausura 2021  | Quiché FC                                         | Nueva Concepción                                  | Sololá Nueva Concepción                              | Sayaxché Carchá Petapa                       | Sanarate FC Sacachispas                    | Juventud Pinulteca Amatitlán Agua Blanca                              |
| 71°            | 90°            | 40°            | Apertura 2021  | Marquense                                         | Mixco                                             | Mixco Xinabajul-Huehue                               | Naranjeros Escuintla Amatitlán Agua Blanca   | Sololá Nueva Concepción                    | San Benito FC Barberena FC San Juan FC                                |
| 71°            | 91°            | 41°            | Clausura 2022  | Mixco                                             | Xinabajul-Huehue                                  | Mixco Xinabajul-Huehue                               | Naranjeros Escuintla Amatitlán Agua Blanca   | Sololá Nueva Concepción                    | San Benito FC Barberena FC San Juan FC                                |
| 72°            | 92°            | 42°            | Apertura 2022  | Coatepeque FC                                     | CSD Zacapa                                        | Coatepeque FC CSD Zacapa                             | Sanarate FC Chimaltenango FC Puerto San José | Iztapa FC Santa Lucía                      | Democracia FC Cuilapa FC Deportivo Fraijanes Juventud Copalera        |
| 72°            | 93°            | 43°            | Clausura 2023  | CSD Zacapa                                        | Coatepeque FC                                     | Coatepeque FC CSD Zacapa                             | Sanarate FC Chimaltenango FC Puerto San José | Iztapa FC Santa Lucía                      | Democracia FC Cuilapa FC Deportivo Fraijanes Juventud Copalera        |
| 73°            | 94°            | 44°            | Apertura 2023  | Juventud Pinulteca                                | Marquense                                         | Marquense Juventud Pinulteca                         | Nueva Concepción Deportivo Fraijanes Sololá  | Coatepeque FC CSD Zacapa                   | La LIbertad FC Gualan FC AFF Guatemala CSD Chiquimulilla Pajapita FC  |
| 73°            | 95°            | 45°            | Clausura 2024  | Marquense                                         | Juventud Copalera                                 | Marquense Juventud Pinulteca                         | Nueva Concepción Deportivo Fraijanes Sololá  | Coatepeque FC CSD Zacapa                   | La LIbertad FC Gualan FC AFF Guatemala CSD Chiquimulilla Pajapita FC  |
| 74°            | 96°            | 46°            | Apertura 2024  | Mictlán                                           | Sacachispas                                       | Mictlán Aurora                                       | Pajapita FC Gualan FC Barberena FC           | Xinabajul-Huehue Deportivo Zacapa          | Aguacatan FC CSD Ipala                                                |
| 74°            | 97°            | 47°            | Clausura 2025  | Aurora                                            | Mictlán                                           | Mictlán Aurora                                       | Pajapita FC Gualan FC Barberena FC           | Xinabajul-Huehue Deportivo Zacapa          | Aguacatan FC CSD Ipala                                                |
| 75°            | 98°            | 48°            | Apertura 2025  | Torneo por disputarse                             | Torneo por disputarse                             |                                                      |                                              |                                            |                                                                       |
| 75°            | 99°            | 49°            | Clausura 2026  | Torneo por disputarse                             | Torneo por disputarse                             |                                                      |                                              |                                            |                                                                       |

## Palmarés

### Torneos cortos
| Palmarés                         | Palmarés                                        | Palmarés                                                       | Palmarés                                                                                     | Palmarés                                        | Palmarés |
| Club                             | Campeón                                         | Subcampeón                                                     | Tercer Lugar                                                                                 | Cuarto Lugar                                    |          |
| -------------------------------- | ----------------------------------------------- | -------------------------------------------------------------- | -------------------------------------------------------------------------------------------- | ----------------------------------------------- | -------- |
| Petapa ♰                         | [3] Clausura 2005; Apertura 2013; Clausura 2014 | [3] Clausura 2002; Clausura 2010; Clausura 2011                | [1] Apertura 2004                                                                            | [1] Apertura 2003                               |          |
| Mictlán [M]                      | [3] Clausura 2006; Apertura 2014; Apertura 2024 | [3] Apertura 2007; Apertura 2009; Clausura 2025                | [2] Apertura 2008; Apertura 2021                                                             | [3] Clausura 2015; Apertura 2020; Clausura 2021 |          |
| Universidad SC [1]               | [3] Apertura 2002; Apertura 2004; Clausura 2008 | [2] Apertura 2008; Apertura 2011                               | [6] Clausura 2002; Clausura 2004; Clausura 2006; Clausura 2007; Apertura 2023; Clausura 2025 | [2] Apertura 2007; Clausura 2009                |          |
| Malacateco [M]                   | [3] Apertura 2006; Clausura 2007; Apertura 2009 | [1] Clausura 2006                                              | [1] Clausura 2009                                                                            |                                                 |          |
| Iztapa [1]                       | [3] Clausura 2017; Apertura 2017; Clausura 2018 | [1] Clausura 2013                                              |                                                                                              |                                                 |          |
| Xinabajul ♰                      | [2] Apertura 2005; Apertura 2007                | [3] Apertura 2003; Apertura 2004; Clausura 2005                |                                                                                              | [1] Apertura 2006                               |          |
| Mixco [M]                        | [2] Clausura 2019; Clausura 2022                | [2] Apertura 2005; Apertura 2021                               | [2] Apertura 2006; Clausura 2012                                                             | [2] Apertura 2008; Apertura 2016                |          |
| Juventud Retalteca ♰             | [2] Clausura 2002; Clausura 2009                | [2] Clausura 2004; Clausura 2007                               | [2] Apertura 2003; Apertura 2005                                                             | [1] Clausura 2008                               |          |
| Marquense [M]                    | [2] Apertura 2021; Clausura 2024                | [2] Apertura 2019; Apertura 2023                               |                                                                                              | [1] Clausura 2022                               |          |
| Aurora [M]                       | [2] Apertura 2020; Clausura 2025                |                                                                | [3] Apertura 2015; Clausura 2016; Apertura 2022                                              | [3] Apertura 2005; Apertura 2014; Apertura 2024 |          |
| Juventud Escuintleca ♰           | [2] Apertura 2011; Clausura 2012                |                                                                |                                                                                              | [1] Apertura 2009                               |          |
| Sacachispas [1]                  | [1] Clausura 2010                               | [4] Clausura 2003; Apertura 2013; Clausura 2015, Apertura 2024 |                                                                                              | [1] Apertura 2017                               |          |
| Cobán Imperial [M]               | [1] Clausura 2015                               | [2] Apertura 2006; Clausura 2012                               | [3] Clausura 2010; Apertura 2011; Clausura 2013                                              |                                                 |          |
| Deportivo Coatepeque ♰           | [1] Clausura 2013                               | [2] Clausura 2008; Apertura 2012                               | [2] Clausura 2003; Apertura 2007                                                             | [1] Clausura 2007                               |          |
| Nueva Concepción [1]             | [1] Apertura 2012                               | [2] Apertura 2015; Clausura 2021                               | [2] Clausura 2017; Apertura 2017                                                             | [1] Clausura 2016                               |          |
| Achuapa [M]                      | [1] Apertura 2019                               | [1] Apertura 2002                                              | [1] Clausura 2008                                                                            | [2] Clausura 2011; Clausura 2019                |          |
| FC Santa Lucía Cotzumalguapa [1] | [1] Apertura 2018                               | [1] Clausura 2017                                              |                                                                                              |                                                 |          |
| Coatepeque FC [1]                | [1] Apertura 2022                               | [1] Clausura 2023                                              |                                                                                              |                                                 |          |
| CSD Zacapa ♰                     | [1] Clausura 2023                               | [1] Apertura 2022                                              |                                                                                              |                                                 |          |
| San Pedro FC [1]                 | [1] Apertura 2008                               |                                                                | [3] Apertura 2009; Apertura 2014; Clausura 2022                                              | [3] Clausura 2010; Clausura 2014; Clausura 2023 |          |
| Suchitepéquez [1]                | [1] Apertura 2003                               |                                                                | [3] Clausura 2023; Clausura 2024; Apertura 2024                                              |                                                 |          |
| La Gomera ♰                      | [1] Apertura 2010                               |                                                                | [2] Apertura 2013; Clausura 2014                                                             | [1] Clausura 2004                               |          |
| Carchá [2]                       | [1] Clausura 2016                               |                                                                | [1] Clausura 2011                                                                            | [1] Apertura 2019                               |          |
| Quiché FC [1]                    | [1] Clausura 2021                               |                                                                | [1] Apertura 2019                                                                            | [1] Apertura 2018                               |          |
| Jalapa ♰                         | [1] Clausura 2003                               |                                                                | [1] Apertura 2002                                                                            |                                                 |          |
| Juventud Pinulteca ♰             | [1] Apertura 2023                               |                                                                |                                                                                              | [2] Apertura 2022; Clausura 2024                |          |
| Deportivo Zacapa ♰               | [1] Clausura 2011                               |                                                                |                                                                                              | [1] Clausura 2006                               |          |
| Heredia [2]                      | [1] Clausura 2004                               |                                                                |                                                                                              |                                                 |          |
| Escuintla-Heredia ♰              | [1] Apertura 2015                               |                                                                |                                                                                              |                                                 |          |
| Siquinalá ♰                      | [1] Apertura 2016                               |                                                                |                                                                                              |                                                 |          |
| Chiantla [2]                     |                                                 | [3] Apertura 2014; Apertura 2017; Clausura 2018                |                                                                                              | [2] Apertura 2015; Clausura 2017                |          |
| Jocotán FC ♰                     |                                                 | [1] Clausura 2016                                              | [1] Clausura 2015                                                                            |                                                 |          |
| Puerto San José [2]              |                                                 | [1] Apertura 2010                                              | [1] Apertura 2020                                                                            |                                                 |          |
| Sanarate FC [2]                  |                                                 | [1] Apertura 2016                                              |                                                                                              | [3] Clausura 2003; Apertura 2004; Clausura 2005 |          |
| Guastatoya [M]                   |                                                 | [1] Clausura 2014                                              |                                                                                              | [2] Apertura 2010; Clausura 2012                |          |
| Xinabajul-Huehue [1]             |                                                 | [1] Clausura 2022                                              |                                                                                              | [1] Apertura 2021                               |          |
| Peñarol La Mesilla ♰             |                                                 | [1] Clausura 2009                                              |                                                                                              |                                                 |          |
| Sansare ♰                        |                                                 | [1] Apertura 2018                                              |                                                                                              |                                                 |          |
| Sololá ♰                         |                                                 | [1] Apertura 2020                                              |                                                                                              |                                                 |          |
| Juventud Copalera [1]            |                                                 | [1] Clausura 2024                                              |                                                                                              |                                                 |          |
| Deportivo Reu ♰                  |                                                 |                                                                | [2] Apertura 2016; Apertura 2018                                                             |                                                 |          |
| Antigua GFC [M]                  |                                                 |                                                                | [1] Apertura 2012                                                                            | [1] Apertura 2011                               |          |
| Comunicaciones B ♰               |                                                 |                                                                | [1] Clausura 2021                                                                            | [1] Clausura 2018                               |          |
| Deportivo San Benito ♰           |                                                 |                                                                | [1] Clausura 2005                                                                            |                                                 |          |
| Teculután ♰                      |                                                 |                                                                | [1] Apertura 2010                                                                            |                                                 |          |
| Rosario FC ♰                     |                                                 |                                                                | [1] Clausura 2018                                                                            |                                                 |          |
| Chimaltenango FC [2]             |                                                 |                                                                | [1] Clausura 2019                                                                            |                                                 |          |
| Sayaxché [2]                     |                                                 |                                                                |                                                                                              | [2] Clausura 2013; Apertura 2013                |          |
| Amatitlán [2]                    |                                                 |                                                                |                                                                                              | [1] Clausura 2002                               |          |
| Real Motagua ♰                   |                                                 |                                                                |                                                                                              | [1] Apertura 2002                               |          |
| San Francisco ♰                  |                                                 |                                                                |                                                                                              | [1] Apertura 2012                               |          |
| San Benito FC [1]                |                                                 |                                                                |                                                                                              | [1] Apertura 2023                               |          |
| CSD Chiquimulilla [1]            |                                                 |                                                                |                                                                                              | [1] Clausura 2025                               |          |

1. ↑  Situación del club: [M] en la Liga Nacional; [1] en Primera División; [2] en Segunda División; [3] en Tercera División; ♰ el club fue desafiliado o desapareció